# KeePass
KeePass是一款开源的密码管理器。

## 加密
用户可以使用管理密码，密钥文件，或者Windows用户帐户作为密钥。
软件对密码数据库采用256位AES算法加密。用户还可以设置密钥被加密的次数，增加该数值来加大被猜解的难度。

## 版本
KeePass分经典版和专业版，专业版需.NET框架2.0以上版本支持才能运行，功能比经典版全面。经典版无需.NET 2.0以上版本支持。

## 特点

### 密码管理
软件提供了强大的数据库管理特性。
用户还可以对软件的各个部件进行详细的设置，以兼顾易用性、性能和安全性。

### 数据库管理
用户可以选择对数据库采用GZip算法压缩，减小数据库文件体积而不会损失太多性能。

### 导入导出
软件提供了强大的数据库数据导入/导出功能，可以导入数十种密码管理软件的数据，还可以将数据导出为多种格式。

### 填写表单
用户可以设置快捷键，快捷方便填写各种表单，如浏览器中的登录表单。

### 插件
KeePass支持插件架构，插件可以对软件的各个部分进行增强。把插件文件放入 KeePass 文件夹，重新运行 KeePass 即可自动安装。